# Stal Sanok (hokej na lodzie)
Stal Sanok – polski klub hokeja na lodzie z siedzibą w Sanoku, działający jako sekcja ZKS Stal Sanok.

## Historia

### Liga okręgowa (1960–1971)
Do sezonu 1960/1961 jako kontynuator działalności Sanoczanki Sanok przystąpił zespół stanowiący sekcję hokejową klubu ZKS Stal Sanok, który zgłosił do rozgrywek drużynę seniorską (w okręgowej lidze 7-zespołowej, rozgrywanej w jednej grupie od 25 stycznia 1961) oraz juniorską (w lidze 4-zespołowej). Stalowcy pokonali Stal Rzeszów 8:1, Resovię 9:2, Górnika Gorlice 8:3 i prowadziła w tabeli. Najprawdopodobniej Stal uczestniczyła w eliminacjach o wejście do II ligi 1961/1962.

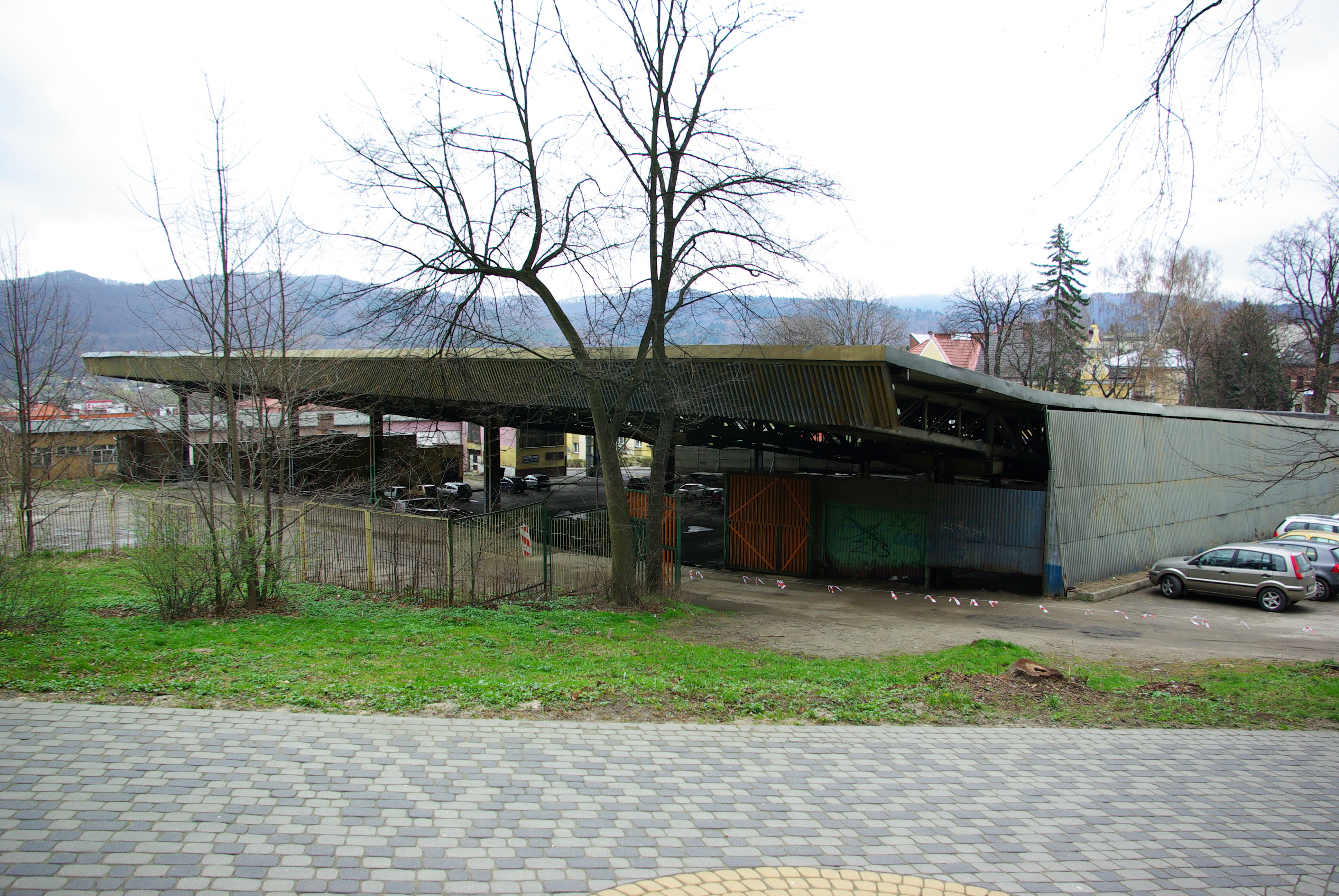
Budynek byłego lodowiska Torsan (2012)

Następnie działalność zespołu została zawieszona i sanoccy hokeiści nie przystąpili do sezonu 1961/1962. Dalsze problemy pojawiły się, gdy w 1962 na miejscu dotychczasowego naturalnego lodowiska postanowiono wybudować hotel „Dom Turysty”. Zawieszenie działalności sekcji trwało trzy lata (1962–1965). W sezonie 1963/1964 zarówno sport hokejowy, jak i narciarski był zawieszony wskutek niewykonania remontu lodowiska oraz skoczni. Czołowi zawodnicy Stali, Tarapacki i Samochwał, występowali sezonach 1961/1962, 1962/1963 w barwach Czuwaju Przemyśl. W połowie lat 60. pojawiła się idea zbudowania w czynie społecznym sztucznego lodowiska; w tym celu 20 lutego 1965 powołano Społeczny Komitet Budowy Sztucznego Lodowiska, którego przewodniczącym został sekretarz Komitetu Powiatowego PZPR Ignacy Bąk. Wykonawcą obiektu była Sanocka Fabryka Autobusów „Autosan”. Budowę rozpoczęto 1966 na terenie byłego amfiteatru przy ulicy A. Mickiewicza. Po reaktywacji zespołu hokejowego pod koniec 1965 udział Stali Sanok był anonsowany w kontekście ewentualnego wznowienia rozgrywek okręgu wojewódzkiego rzeszowskiego. Ostatecznie, po reaktywacji Rzeszowskiego Okręgowego Związku Hokeja na Lodzie Stal Sanok przystąpiła do rozgrywki o Puchar WKKFiT (Wojewódzki Komitet Kultury Fizycznej i Turystyki) w styczniu 1966. Drużyna Stali przystąpiła w styczniu 1967 do reaktywowanych rozgrywek okręgu rzeszowskiego w sezonie 1966/1967; w pierwszym meczu Stalowcy zremisowali na wyjeździe 1:1 z Glinikiem Gorlice, a następnie w inauguracyjnym meczu w Sanoku przy licznej 2-tysięcznej publiczności zremisowali 3:3 z Czuwajem Przemyśl (dwa gole S. Tarapackiego), ulegli Karpatom 1:2, zwyciężyli JKS 6:3, ulegli Czuwajowi 1:3 i Karpatom 4:5, zremisowali z Górnikiem Gorlice 6:6 oraz przegrali z JKS 0:3, zajmując trzecie miejsce (5 pkt. w 8 meczach, bramki 22:26). W jednakowym składzie rywali Stal przystąpiła do sezonu 1967/1968 zaplanowanego od 6 stycznia do 11 lutego 1968. Stal zanotowała wyniki: z JKS 3:9 i 2:2. Drużynę prowadził jako pierwszy szkoleniowiec i instruktor, a zarazem zawodnik, Edward Pilszak.

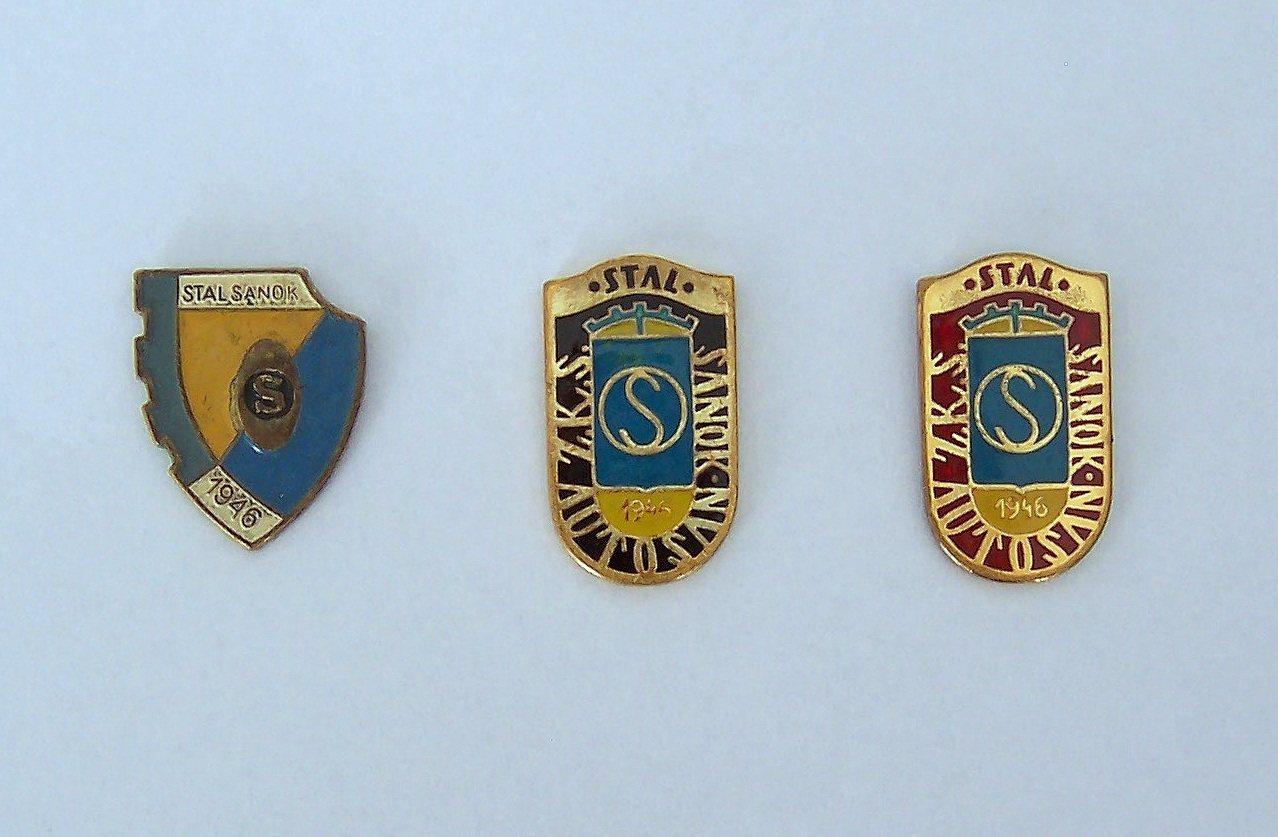
Przypinki Stali Sanok

Po trzech latach prac na różnym polu przy tworzeniu obiektu próbne zamrożenie tafli sztucznego lodowiska Torsan odbyło się 31 października 1968, zaś oficjalnie obiekt – jako pierwsze na Rzeszowszczyźnie sztuczne lodowisko – został otwarty uroczyście 9 listopada 1968 i rozegrano wówczas dwudniowy turniej juniorski drużyn Stali Sanok, Naprzodu Janów i Podhala Nowy Targ. Drużyna Stali kontynuowała na nowym obiekcie występy w zainaugurowanej 22 grudnia 1968 edycji 1968/1969 ligi okręgowej z czterema niezmiennymi rywalami z poprzednich sezonów (władze ROZHL zastrzegły, że w razie niekorzystnych warunków atmosferycznych mecze czterech pozostałych uczestników rozgrywek odbędą się na sanockim sztucznym lodowisku). W inauguracyjnym meczu sezonu i zarazem pierwszym ligowym drużyny Stali na nowym lodowisku sanoczanie ulegli jarosławskiemu JKS 1:10, następnie ulegli Karpatom 2:3, pokonali Górnika 6:4, przegrali w Przemyślu z Czuwajem 2:7, przegrali z JKS 0:2, pokonali Karpaty 9:3 oraz Górnika 4:2 oraz walkowerem wygrali 5:0 z Czuwajem i finalnie zajęli trzecie miejsce w sezonie (8 pkt. w 8 meczach, bramki 29:31).
Dalszy rozwój drużyny hokejowej wiązał się konsekwencjami umowy o współpracy, jaką władze Stali zawarły w 1967 z przedstawicielami Podhala Nowy Targ, czołowego klubu w Polsce, kształcącego wybitnych wychowanków. W maju 1969 trenerem drużyny został pozyskany z Podhala, Józef Kurek (przez kilka miesięcy treningi w Sanoku prowadzili trenerzy z tego klubu, Tadeusz Kramarz i Adam Pełciński). Wkrótce jednak Józef Kurek został asystentem trenera reprezentacji Polski, Anatolija Jegorowa. Niemniej jednak w niedługim czasie działaczom Stali udało się pozyskać kolejnego trenera z Nowego Targu – Mieczysława Chmurę (określonego później „ojcem sanockiego hokeja”). Wraz z nowym szkoleniowcem do Sanoka przybyła także grupa kilku zawodników, którzy zostali wypożyczeni do Stali z Nowego Targu. W sezonie 1969/1970 klub Stali Sanok zgłosił dwa zespoły do rozgrywek: jedną do ligi okręgowej rzeszowskiej (czterozespołowej) oraz drugi (młodzieżowy) do mistrzostw okręgu krakowskiego, zaś ponadto ROZHL zaplanował na koniec sezonu zorganizowanie Pucharu Bieszczadów na sanockim lodowisku. Pierwsza kolejka ligowa na początku stycznia 1970 została przełożona. Od początku sezonu drużyna Stali, jako jedyna dysponująca sztucznym lodowiskiem, była bezkonkurencyjna pokonując Karpaty 18:2, Czuwaj 6:0 (w drużynie debiutowali wychowankowie Podhala Nowy Targ, Tadeusz Garb i Tadeusz Radzki) i 17:1, ponownie pokonali Karpaty 20:1 (osiem goli Radzkiego, po trzy Dominy, Garba i Paszkiewicza), zwyciężyli JKS na wyjeździe 11:5 (5 goli Radzkiego). Ponadto w trakcie sezonu sanoczanie mierzyli się z innymi drużynami, pokonując w meczu towarzyskim KTH Krynica 6:4, zaś zespół pokonał juniorów Cracovii 9:4 i Unii Oświęcim 6:2, uległ JKS 2:6. Trenerem zespołu był Mieczysław Chmura, w mieście po budowie sztucznego lodowiska stworzył się dobry klimat dla rozwoju hokeja na wysokim poziomie; drużynie patronowała SFA „Autosan” (entuzjastą i admiratorem hokeja był jej dyrektor Leszek Kawczyński, który od 1966 do 1980 pełnił funkcję prezesa honorowego klubu), podjęto współpracę ze szkołami w zakresie kształcenia młodych adeptów dyscypliny, a poza tym następował wzrost zainteresowania drużyną ze strony mieszkańców. W efekcie tego celem władz klubu był awans do II ligi polskiej. Finalnie hokeiści Stali wywalczyli mistrzostwo okręgu, co uprawniało do rywalizacji w barażach o awans do II ligi 1970/1971. W marcu 1970 Stal bez powodzenia rywalizowała o awans do II ligi, przegrywając na wyjeździe z Polonią Bytom 11:6, u siebie z Dolmelem Wrocław 4:14 oraz remisując z drużyną Elektro Łaziska Górne 7:7 (trzy gole Radzkiego).

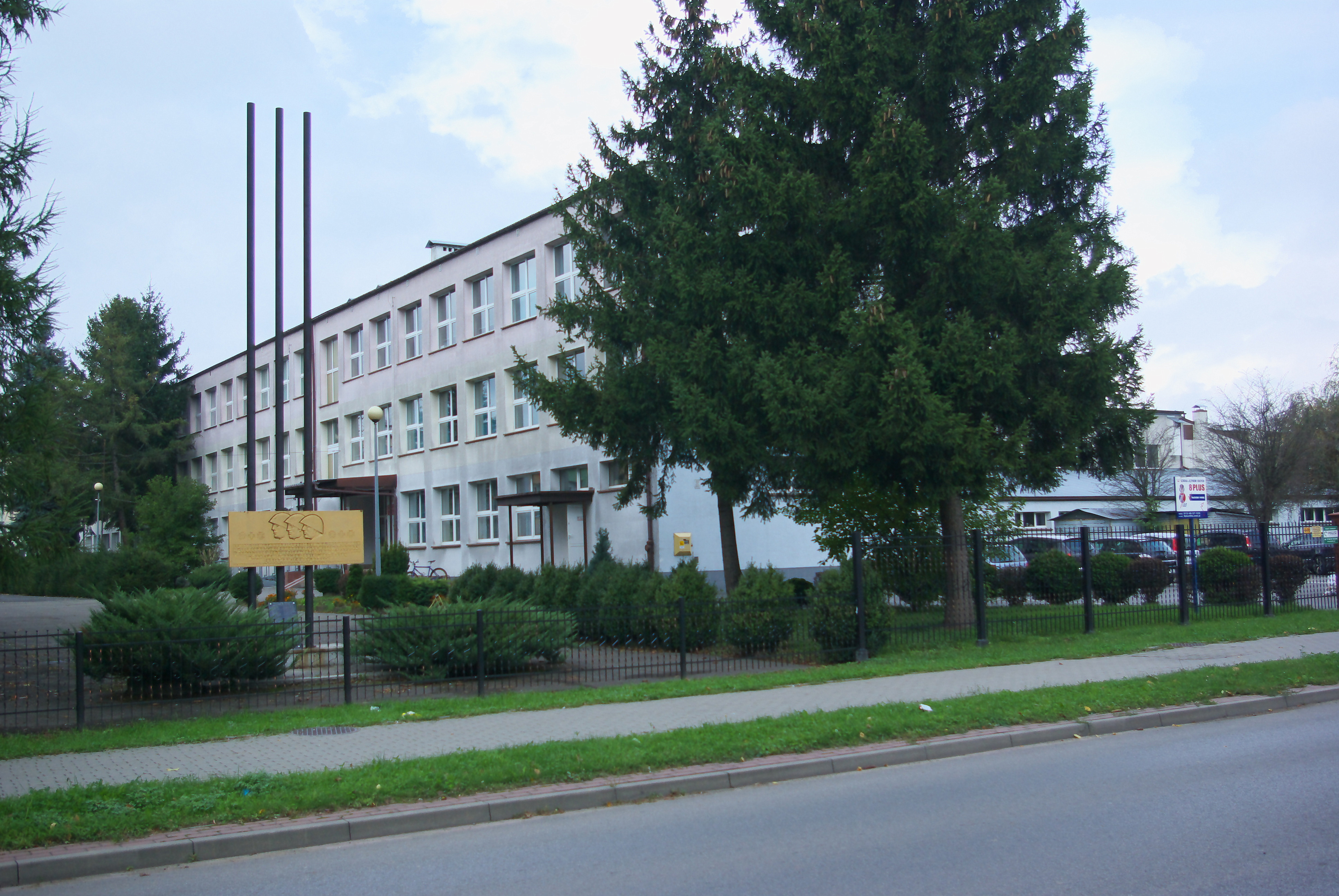
Budynek byłej SP nr 7 w Sanoku, gdzie prowadzono klasy sportowe

W październiku 1970 z klubu odszedł trener M. Chmura, a w listopadzie 1970 jego miejsce zajął były reprezentant Polski, Andrzej Wołkowski. W obliczu stałego rozwoju drużyny, dokonanych wzmocnień personalnych, trzeciego sezonu istnienia sztucznego lodowiska w Sanoku oraz sporego zainteresowania hokejem ze strony mieszkańców (mecze były rozgrywane przy dużej frekwencji widzów, ponadto na lodowisku hokej uprawiało wiele zespołów amatorskich, a ponadto sport był uprawiany przez dzieci i młodzież na osiedlach) ukazała się realna możliwość i zamiar awansu sportowego do drugiej klasy ligowej. Na starcie sezonu 1970/1971 w październiku 1970 drużyna juniorów pokonała zespół Unii Kędzierzyn 17:5 w rywalizacji o wejście do Centralnej Ligi Juniorów. W przygotowaniach do sezonu w grudniu 1970 Stalowcy pokonali II-ligową KTH Krynica 7:5, następnie I-ligową Unię Oświęcim 7:5. W tym samym miesiącu zespół, wzmocniony kilkoma zawodnikami z Podhala, Wisły i Cracovii (m.in. Mieczysław Ćwikła, Wojciech Mrugała, w trakcie sezonu Franciszek Pajerski), rozpoczął sezon 1970/1971 w lidze okręgu krakowskiego (z rozgrywek ligi okręgu rzeszowskiego wycofali się jej dotychczasowi uczestnicy), wystawiając dwie drużyny: do rozgrywek seniorskich oraz juniorskich. Seniorzy pokonali w grudniu u siebie LZS Czarny Dunajec 14:3 i 10:5, następnie w styczniu 1970 dwukrotnie zremisowali na własnym lodzie z rezerwami Podhala Nowy Targ 8:8 (3 gole Paszkiewicza) i 4:4, w Nowym Targu zdeklasowali LZS Czarny Dunajec 10:4 (6 goli Radzkiego) i 17:0 (6 goli Mrugały, po 3 Buczka i Paszkiewicza), a na początku lutego dwukrotnie ulegli na wyjeździe Podhalu II w meczach 2:7 i 3:8, a w rezultacie zajęli drugie miejsce w lidze zdobywając wicemistrzostwo okręgu i jako reprezentant okręgu rzeszowskiego uzyskali kwalifikację do gier eliminacyjnych o awans do II ligi. W ramach przygotowań do decydujących meczów sanoczanie rozegrali mecze przygotowawcze z I-ligowymi drużynami: Górnika Murcki (8:6 i 2:5) i aktualnym mistrzem Polski GKS Katowice (4:7 i 2:10). Ponadto pod koniec lutego Stal w ramach rozgrywek Pucharu Polski w ramach opóźnionej edycji 1969/1970 Stal pokonała w meczu wyjazdowym ostatnią drużynę II ligi Fortunę Wyry 6:1. W meczach eliminacyjnych o awans do II ligi Stal pokonała Podhale II 11:3 (po trzy gole Ćwikły, Garba i Mrugały); następnie rozegrała w Sanoku mecz towarzyski pokonując fińską drużynę TUL 4:3, a powracając do rywalizacji krajowej ulegli na lodowisku Jantor w Katowicach-Janowie zespołowi mistrza śląskiej ligi okręgowej Elektro Łaziska Górne 5:7 (3 gole Garba, 2 Krawczyka; sanoczanie dotarli na mecz po 11 godzinach podróży w trudnych warunkach drogowych), następnie pokonali na wyjeździe Podhale II wynikiem 11:4 (5 goli Paszkiewicza). Decydującym spotkaniem o awans do II ligi był ostatni mecz eliminacji przeciwko drużynie Elektro Łaziska (obie drużyny miały na koncie po 4 punkty), który odbył się w Sanoku 21 marca 1971 o godz. 19. Drużyna z Łazisk wygrała pierwszą tercję 4:1, drugą 2:1 i przed ostatnią odsłoną wynik brzmiał 2:6 na niekorzyść Stali, jednak w ostatniej tercji sanoczanie wykazali się nadzwyczajną determinacją i skutecznością wygrywając tę część 8:0, zaś całe spotkanie wynikiem 10:6 (po 3 gole Ćwikły i Garba, po 1 Glimas, Mrugała, Paszkiewicz i Krawczyk), a tym samym zapewniając sobie historyczny awans do II ligi. W zwycięskim sezonie 1970/1971 ekipę Stali Sanok tworzyli: Ryszard Giera, Zbigniew Baran, Wojciech Bocoń (bramkarze), Wiktor Szlendak, Mieczysław Ćwikła, Adam Łakos, Tadeusz Glimas, Franciszek Bryniarski, Tadeusz Woźniak (obrońcy), Tadeusz Garb, Tadeusz Radzki, Wojciech Mrugała, Jan Paszkiewicz, Zbigniew Krawczyk, Jan Błażowski, Zbigniew Buczek, Jan Łakos, Adam Florczak (napastnicy) oraz Andrzej Wołkowski (trener) i Henryk Gralka (kierownik drużyny). Po triumfie w Sanoka nastała wielka radość, na ulicach sukces świętowało ok. 10 tys. mieszkańców, rozbrzmiewały śpiewy, asystowała im orkiestra dęta. Po historycznym sukcesie wsparcie dla sanockiego hokeja wyraziły władze miasta, przewidując oddanie do użytku w 1977 lodowiska, zwiększenie liczby zawodników z 430 do 580, ponadto stworzono klasę sportową w Szkole Podstawowej nr 7. W tym czasie drużyna sukcesywnie rozwijała się i zbierała cenne doświadczenie. Przyczyniała się do tego przede wszystkim stała i owocna współpraca z Podhalem Nowy Targ (pomoc szkoleniowa, przekazywanie zawodników, sprzętu sportowego). Ponadto sanocka drużyna równolegle z meczami ligowymi rozgrywała spotkania towarzyskie z zespołami pierwszoligowymi oraz zagranicznymi (z Czechosłowacji, Jugosławii, Finlandii, Szwecji). W klubie działała także drużyna juniorów i szkółka hokejowa.

### II liga (1971–1976)
Przed debiutanckim sezonem w II lidze drużyna Stali, wzmocniona zawodnikami nowotarskich zespołów Podhala (F. Pajerski na stałe, Adam Radzki) i Wisły  (Józef Pyzowski) i rozpoczęła przygotowania już w maju 1971. Przed rozpoczęciem rozgrywek prócz ww. graczy drużynę zasili kolejni zawodnicy Podhala: Kazimierz Mrugała, Leszek Jachna i Stanisław Zapała. Na inauguracją sezonu II ligi 1971/1972 mimo prowadzenia w meczach Stal przegrała dwukrotnie z Cracovią po 4:6. Kontynuując regularne spotkania z zespołami pozaligowymi na początku sezonu Stalowcy zagrali w Sanoku sparing z jugosłowiańskim Partizanem Belgrad wygrywając 6:3. Historycznie pierwsze zwycięstwo drugoligowe sanoczanie odnieśli 30 października 1971 w Sanoku pokonując Cracovię 4:3 (zwycięskiego gola zdobył Jan Paszkiewicz). Łącznie w sezonie. Po I rundzie Stal zajmowała piąte miejsce, a zakończyła debiutancki drugoligowy sezon w 1972 na czwartym miejscu (15 zwycięstw, 1 remis, 16 porażek). W sezonach 1971/1972, 1972/1973 drużyna juniorów Stali występowała w seniorskich rozgrywkach okręgu krakowskiego i była prowadzona przez Stefana Tarapackiego. Od połowy września 1972 szkoleniowcem Stali był Czech Josef Štock. Wówczas w sposób bardziej zorganizowany i perspektywiczny zajęto się szkoleniem drużyny seniorskiej, juniorskich oraz prowadzeniem szkółki hokejowej, przyjmując plan wychowywania własnych zawodników. W edycji 1972/1973 Stal zajęła piąte miejsce (16 zwycięstw, 2 remisy, 18 porażek). W trakcie tego sezonu podczas meczów z Odrą Opole 3-4 lutego 1973 po raz pierwszy została użyta rolba – urządzenie skonstruowana w czynie społecznym w fabryce Autosan, służące do przygotowania i konserwacji tafli lodu do gry (wcześniej następowało to ręcznie). Przed kolejnym sezonem zespół zasilili następni nowotarżanie: Kazimierz Iskrzycki i Franciszek Rekucki. W edycji II ligi 1973/1974 Stal pod wodzą Štocka po pierwszej rundzie zajmowała piąte miejsce, w drugiej rundzie drużyna awansowana czasowo na trzecie miejsce, jednak ostatecznie zakończyła sezon na piątym miejscu (15 zwycięstw, 2 remisy, 11 porażek). W tym czasie równolegle klub prowadził szkółkę hokejową trenowaną przez T. Glimasa, której zawodnicy w 1973 byli bezkonkurencyjni w rozgrywkach wojewódzkiej spartakiady (złożony z uczniów Szkoły Podstawowej nr 1 zespół w czterech meczach z Jarosławiem i Dębicą wygrał wszystkie strzelając aż 110 goli i tracąc tylko dwa). Po zakończeniu sezonu 1973/1974 Stal rozegrała wyjazdowy mecz w ramach Pucharu PZHL, w którym uległa KTH Krynica 5:7, mimo że po dwóch tercjach prowadziła 5:1. Następnie w maju 1974 władze klubu rozwiązały umowę ze Štockiem (wcześniej zakontraktowaną do września 1974) i trenerem został Tadeusz Bujar z Naprzodu Janów, który pozostawał nim przez trzy kolejne sezony. W sezonie 1973/1974 drużyna juniorska Stali zajęła drugie miejsce w rozgrywkach o awans do Centralnej Ligi Juniorów, zaś po rezygnacji drużyny KTH Krynica, decyzją władz PZHL sanoccy juniorzy został włączeni do edycji CLJ 1974/1975. 
We wrześniu 1974 Stal zajęła drugie miejsce w turnieju o mistrzostwo Polskiej Federacji Sportowej Stal w Gdańsku, ulegając gospodarzom (przeciwnikami byli Dolmel Wrocław, Stoczniowiec Gdańsk, Zjednoczeni Września). Przed sezonem 1974/1975 drużyna miała aspirację gry w czołówce ligowej, ze składu Stali odeszli m.in. Pyzowski i Adam Łakus, a przybyli Stanisław Vogel, Jan Chowaniec, Leszek Ostręga i Witold Kocurek; poza zespołem seniorskim w II lidze, do rozgrywek centralnych została zgłoszona ekipa juniorów, a zespoły juniorów młodszych i żaków do ligi okręgowej krakowskiej. Po pierwszej rundzie Stal zajmowała czwarte miejsce (14 meczów, 17 punktów za 8 zwycięstw, 1 remis i 4 porażki, bramki 61:51), a po drugiej zajęła trzecie miejsce, po czym zgodnie z nowym regulaminem ligowym uczestniczyła w rywalizacji finałowej w grupie o awans do I ligi. W dwunastu meczach tej rywalizacji odniosła trzy zwycięstwa, jeden remis i 8 razy przegrała, zaś w ostatecznej tabeli sezonu zajęła trzecie miejsce (36 meczów, 35 pkt. za 16 wygranych, 3 remisy i 17 porażek, oraz 2 zwycięstwa z Zagłębiem II Sosnowiec później anulowane po wycofaniu się tej drużyny, bramki 158-167). Najskuteczniejszym zawodnikiem w sezonie był rodowity sanoczanin, Jan Paszkiewicz, który pomimo angażowania w zespole utalentowanych zawodników przyjezdnych pozostawał regularnie najlepszym strzelcem Stali. W 1973 utworzono klasę hokejową w Szkole Podstawowej nr 4 w Sanoku pod pieczą byłego zawodnika Ryszardy Giery, w 1974 zdecydowano o otwarciu tam klasy o profilu hokejowym począwszy od roku szkolnego 1974/1975.

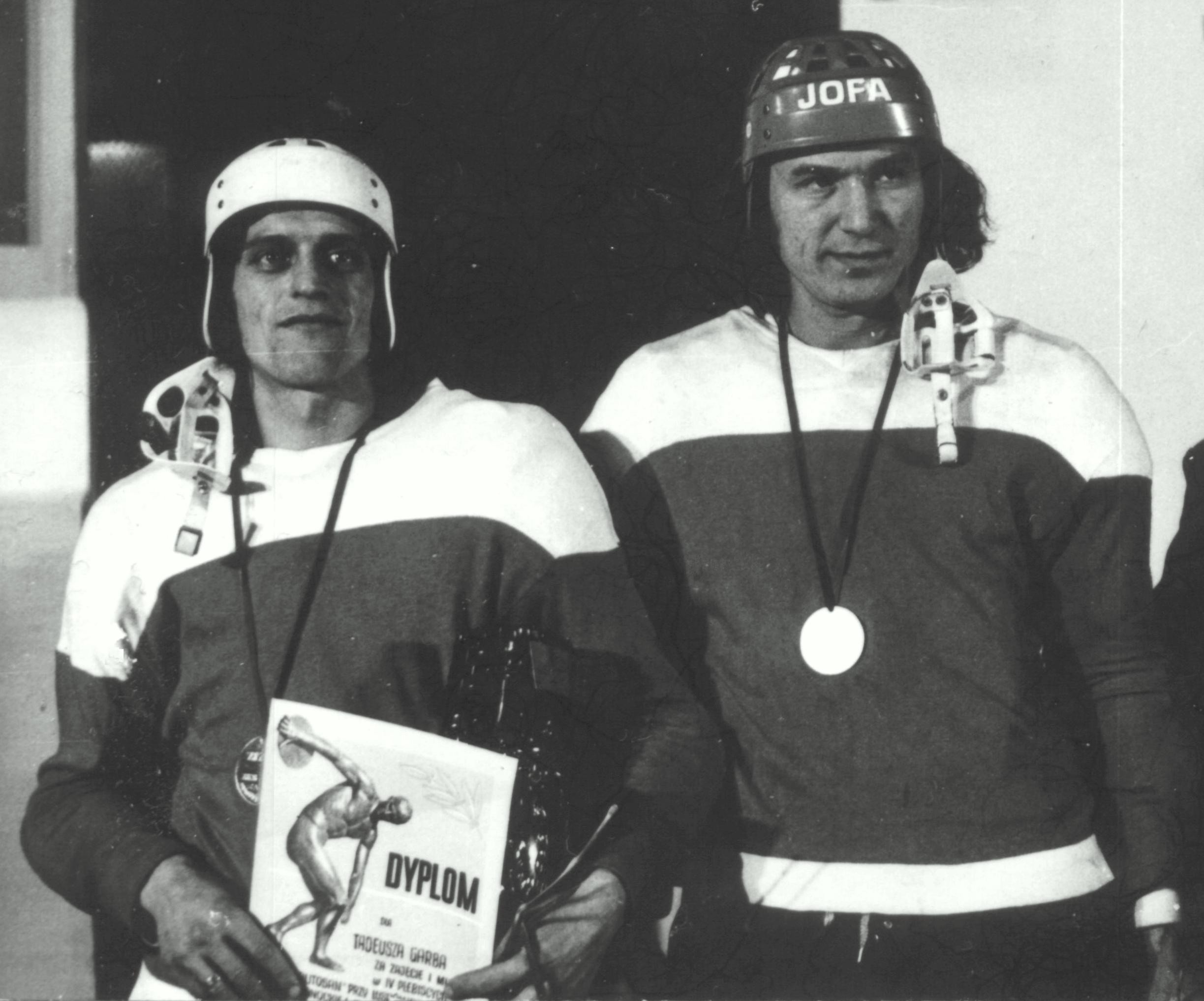
Tadeusz Garb i Jan Paszkiewicz – najskuteczniejsi zawodnicy Stali przełomu lat 70. i 80.

W ramach przygotowań do sezonu drużyna zajęła drugie miejsce w IV Turnieju o Puchar Federacji Sportowej „Stal”, ulegając w Gdańsku gospodarzom, ekipie Stoczniowca. W kolejnej edycji II ligi 1975/1976, w którym władze klubu postawiły sobie za cel zajęcie II miejsca, Stal ponownie występowała w Grupie Południowej, po pierwszej rundzie prowadziła w tabeli, w 14 meczach odnosząc 11 zwycięstw, 3 remisy, bez porażki (25 punktów, bramki 97:40, lub 100 bramek zdobytych), zaś w drugiej rundzie odniosła 10 zwycięstw i 4 porażki (20 punktów, bramki 85:44), utrzymując pierwsze miejsce w rozgrywkach (w 28 meczach 21 zwycięstw, 3 remisy i 4 porażki = 45 punktów, bramki 182:84), a tym samym zdobyła mistrzostwo w swojej grupie II ligi i uzyskała awans do I ligi - w decydującym wyjazdowym dwumeczu sanocki zespół dwukrotnie pokonał Chemika Kędzierzyn-Koźle (1:5 i 3:10), a wybitny wkład w te zwycięstwa miał Jan Paszkiewicz, który zdobył w tych spotkaniach 7 z 15 goli. Paszkiewicz został królem strzelców i najskuteczniejszych zawodnikiem (73 punkty za 58 goli i 15 asyst), drugi był Tadeusz Garb (także 73 punkty za 23 gole i 50 asyst), zaś obaj występowali w pierwszym i decydującym ataku zespołu, który uzupełniał Czesław Radwański. Skład zwycięskiego zespołu, który pod wodzą trenera Tadeusza Bujara wywalczył awans do I ligi w sezonie 1975/1976, stanowili: Jan Paszkiewicz (26 lat), Stanisław Zapała (26, kapitan), Mieczysław Ćwikła (25), Kazimierz Szostak (20), Tomasz Zieliński (18), Zenon Borowik (22), Stanisław Vogel (21), Franciszek Rekucki (21), Kazimierz Iskrzycki (24), Tadeusz Garb (27), Kazimierz Mrugała (25), Franciszek Pajerski (27), Czesław Radwański (19), Adam Wilusz (21), Zbigniew Buczek (24), Jan Mrugała (26), Wojciech Mrugała (25), Jan Łakos (28), Andrzej Bielec (19); a ponadto Henryk Gralka (kierownik sekcji) i Józef Kornecki (kierownik drużyny). Sukces sanockich hokeistów był największym osiągnięciem miejscowego sportu w ówczesnym czasie, uzyskanym w jubileusz 30-lecia klubu oraz drugim awansem sanockiej drużyny do najwyższej klasy rozgrywkowej (wcześniej Sanoczanka Sanok weszła do I ligi podnoszenia ciężarów). Sukces Stali odbił się echem w regionie, zaś gratulacje i słowa uznania przekazał klubowi I sekretarz KW PZPR w Krośnie, Kazimierz Balawajder, który 10 marc 1976 przyjął drużynę Stali na spotkaniu. Stal została pierwszym zespołem działającym pod patronatem Zjednoczenia Przemysłu Motoryzacyjnego, który uzyskał awans do pierwszej klasy ligowej w sporcie. Do tego czasu w pięciu sezonach w II lidze w latach gry 1971-1976 Stal rozegrała 162 spotkania, w których odniosła 84 zwycięstwa, 11 remisów i 67 porażek (bilans bramkowy 736:682).

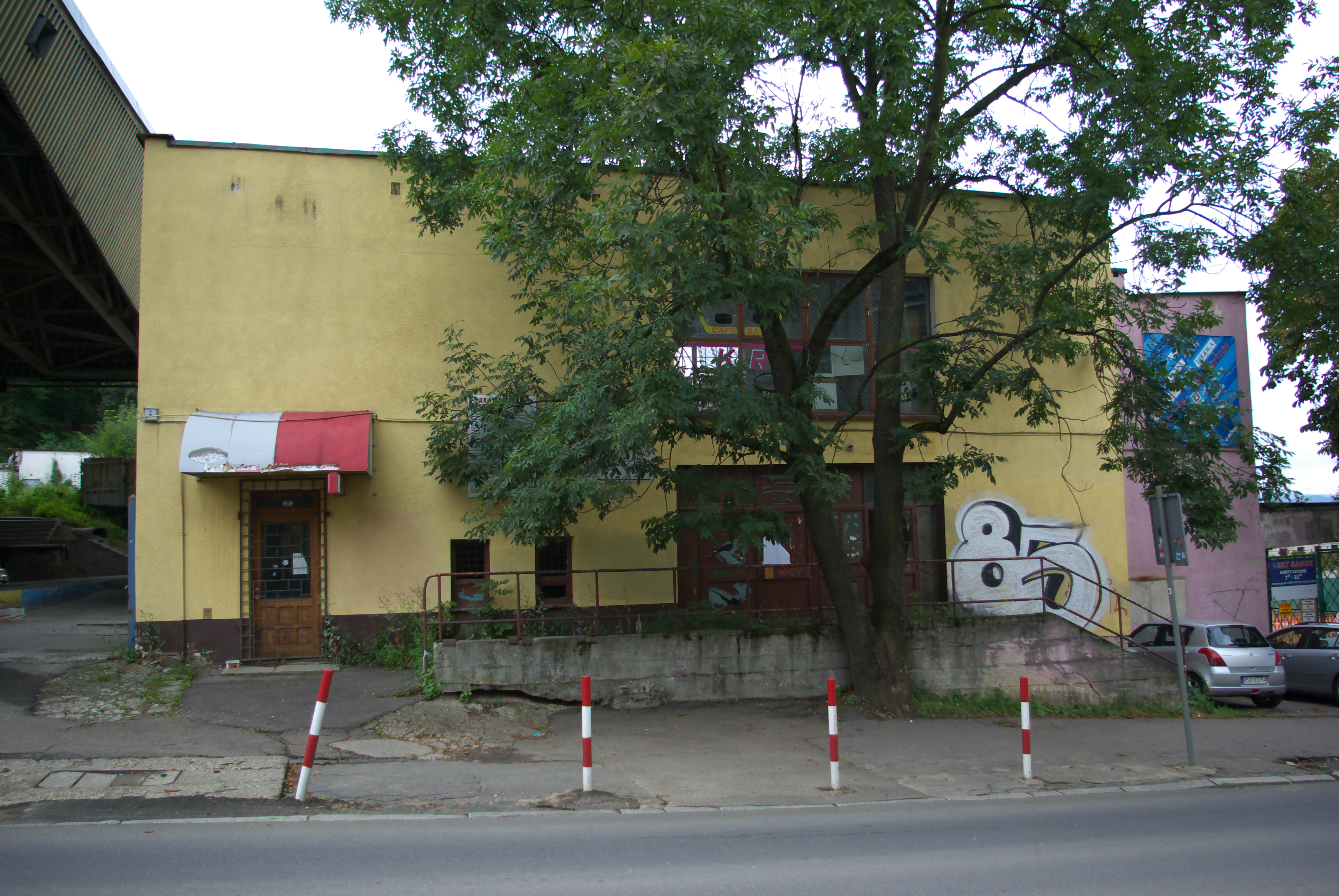
Nieistniejące zabudowania klubu przy ul. A. Mickiewicza 12 (2012)

### I liga (1976/1977)
Przed inauguracyjnym sezonem w I lidze  drużyna pod wodzą trenera Bujara, rozpoczęła przygotowania już w maju 1976, przebywała na zgrupowaniu kondycyjnym w Dziwnowie w lipcu 1976, a w sierpniu 1976 trenowali na lodzie w Oświęcimiu, zaś składzie zespołu nastąpiło kilka zmian (odeszli F. Pajerski, J. Łakos, S. Zapała, Z. Borowik, zaś przybyli bramkarz z Gdańska Jerzy Rożdżyński, z Nowego Targu Leszek Behounek, Marek Jachna oraz Tadeusz Vogel i inni). W inauguracyjnym meczu I-ligowym edycji 1976/1977 25 września 1976 Stal uległa na wyjeździe zespołowi GKS Tychy 3:4, doprowadzając do remisu cztery minuty przed końcem czasu gry, po czym tracąc czwartego gola dwie minuty przed końcem czasu gry. Zdobywcą historycznie pierwszego gola sanockiego klubu w najwyższej klasie rozgrywkowej był Jan Paszkiewicz, który ponadto w drugim pojedynku dwumeczu w Tychach, przegranego 3:6, zdobył hat-trick trafiając do bramki rywali trzy razy. W drugim dwumeczu, rozegranym przeciwko Legii Warszawa 2 i 3 października 1976, a jednocześnie premierą I-ligowego sezonu w Sanoku na lodowisku Torsan, Stal dwukrotnie zwyciężyła wynikiem 5:4. Po pierwszej rundzie i rozegraniu 22 meczów Stal zajmowała ostatnie 12. miejsce w tabeli, odnosząc 4 zwycięstwa, 1 remis i 17 porażek (9 punktów, bramki 56-141). W listopadzie 1976, powołując się na względy zdrowotne z pracy zrezygnował trener Tadeusz Bujar, a jego miejsce w rundzie rewanżowej zajął szkolący od października 1976 sanockich juniorów były hokeista i olimpijczyk Kazimierz Bryniarski (Bujar pozostał jego asystentem). Podczas przerwy w rozgrywkach, przed II rundą, w grudniu 1976 Stal przebywała na zgrupowaniu w Nowym Targu. W trakcie rozgrywanej od stycznia 1977 rewanżowej rundy ligowej w marcu tego roku nastąpiła przerwa, podczas której Stalowcy wyjechali do Finlandii na zaproszenie goszczonego wcześniej w Sanoku klubu Kotkan Kiri, rozgrywając dwa mecze towarzyskie, przegrywając z gospodarzami 4:5 i pokonując drużynę z Porvoo 8:3, oraz rozegrali kilka meczów sparingowych w Sanoku, przygotowując się rzetelnie do dalszej gry ligowej mimo zajmowania przedostatniego miejsca w tabeli i praktycznie nie mając już szanse na utrzymanie. W ostatnich meczach sezonu w kwietniu 1977 Stal po wyrównanej grze przegrała dwukrotnie ze zdobywcą złote medalu mistrzostw Polski, Podhalem Nowy Targ (4:8 i 10:14).
W trwającym od 25 września 1976 do 21 kwietnia 1977 sezonie Stal Sanok nie sprostała rywalom na poziomie I-ligowym i w końcowej tabeli zajęła przedostatnie 11. miejsce zdobywając 16 punktów w 44 meczach, odnosząc 7 zwycięstw, 2 remisy i 35 porażek (bramki 121-295), wynikiem czego została zdegradowana do II ligi. W sezonie Stal grała zazwyczaj zestawieniu, w którym I piątkę stanowili Jan Mrugała, Mieczysław Ćwikła (obrońcy) Jan Paszkiewicz, Kazimierz Iskrzycki, Wojciech Mrugała (napastnicy), którzy zdobyli 64 ze 121 goli, zaś II piątkę tworzyli Jan Chowaniec, Grzegorz Sięka, Tadeusz Vogel, Marek Jachna, Leszek Behounek. Najskuteczniejszym strzelcem zespołu był ponownie Jan Paszkiewicz, który na pierwszoligowych taflach zdobył 30 goli. Pomimo wielu porażek niedoświadczona sanocka drużyna często toczyła wyrównane mecze z wieloletnimi pierwszoligowcami, niejednokrotnie prowadząc w trakcie spotkań. Finalnie był to jednoroczny epizod sanoczan w najwyższej klasie rozgrywkowej w okresie pierwszych ponad 30 lat istnienia klubu hokejowego w Sanoku.

### II liga (1977–1991)
Po spadku z I ligi drużyna nie zdołała odbudować poziomu triumfator drugiej klasy rozgrywkowej, w związku z czym Stal występowała na zapleczu ekstraklasy przez kolejne kilkanaście lat. W 1977 w Szkole Podstawowej nr 4 działały już cztery klasy sportowe, a instruktorami byli tam T. Glimas, F. Pajerski i Ryszard Giera. Przed nowym sezonem II ligi drużyna przebywała na zgrupowaniu w Gdańsku i w Nowym Targu. Do sezonu II ligi 1977/1978 w Grupie Południowej Stalowcy przystąpili nadal pod kierunkiem trenera Bryniarskiego. 16 października 1977 Stal wygrała w Katowicach-Janowie z Górnikiem Pszów i było to rekordowy rozmiar zwycięstwa w historii jej występów w I i II lidze. Po pierwszej rundzie zespół był na drugim miejscu (20 punktów za 9 wygranych, 2 remisy i 3 porażki), po pierwszym dwumeczu rundy rewanżowej prowadził w tabeli, a następnie regularnie osuwał się w tabeli, by zakończyć rozgrywki na czwartej pozycji (w II rundzie 13 punktów za 6 zwycięstw, 1 remis i 7 porażek; łącznie w sezonie 33 punkty za 15 zwycięstw, 3 remisy i 10 porażek; bramki 132:95). W 1978 zespół juniorski ponownie uzyskał awans do CLJ. Przed sezonem II ligi 1978/1979 władze Stali nie planowały walki o awans drużyny prowadzonej nadal przez Bryniarskiego do I ligi, skupiając się na rozwoju zaplecza klubu, którego drużyna juniorska w tym czasie debiutowała w rozgrywkach CLJ. Po pierwszej rundzie Stal uplasowała się na siódmej pozycji (na 10 zespołów), gromadząc 15 punktów (6 zwycięstw, 3 remisów, 9 porażek, bramki 80-91). Na początku rundy rewanżowej Stal spadła na 7. miejsce, zaś po kolejnych dwumeczach odniosła zwycięstwa, uzyskując finalnie lepszy wynik niż w pierwszej rundzie i gromadząc w rundzie rewanżowej tyle punktów co mistrz GKS Tychy (24 pkt. za 11 zwycięstw, 2 remisy i 5 porażek) i kończąc sezon na piątym miejscu (łącznie 17 zwycięstw, 5 remisów i 14 porażek, bramki: 162:162). Latem 1979 nowym szkoleniowcem został Słowak Milan Skokan, a na obiekcie Torsanu zainstalowano dach lodowiska, dzięki czemu po raz pierwszy możliwy był trening na lodzie już w okresie letnim. Stal przystąpiła do sezonu II ligi 1979/1980. Po pierwszej rundzie zajmowała piąte miejsce (19 punktów, 9 zwycięstw, 1 remis, 8 porażek, bramki: 70:77), jednak w rundzie rewanżowej, także trapiona kontuzjami, zaprezentowała słabszą formę, uzyskując 13 punktów (5 zwycięstw, 3 remisy i 10 porażek), zajmując ostatecznie szóste miejsce w lidze mając 32 punkty (łącznie 14 zwycięstw, 4 remisy i 18 porażek, bramki 126-168). Przed sezonem 1980/1981 z drużyny Stali, nadal prowadzonej przez trenera Skokana, odeszli T. Garb, F. Rekucki i Jan Mrugała, a skład wzmocnił nowotarżanin Wojciech Bryniarski i wychowankowie. Stal odznaczyła się najsłabszym początkiem w historii swoich startów w II lidze, przegrywając sześć pierwszych dwumeczów tj. 12 spotkań, po czym do grudnia wygrała cztery spotkania i po ostatniej kolejce awansowała na przedostatnie miejsce (8 punktów w 18 meczach, 4 zwycięstwa i 14 porażek, bramki 48:118). W rundzie rewanżowej sanoczanie pokazali się z lepszej strony ostatecznie zajmując siódme miejsce (uzyskali 21 punktów za 10 zwycięstw, 1 remis i 7 porażek, zaś w całych sezonie zgromadzili 29 pkt. za 14 wygranych, 1 remis i 21 porażek, bramki 180-202), lecz sezon należy uznać za nieudany i był straconą szansą, jako że w tej edycji II ligi aż trzy pierwsze zespoły były premiowane awansem do poszerzanej I ligi. Podczas sezonu, 14 lutego 1981 został rozegrany mecz pokazowy pomiędzy aktualnymi zawodnikami Stali a byłymi hokeistami klubu, zakończony zwycięstwem pierwszych 12:4. Po dwóch latach pracy Milana Skokana, nowym trenerem Stali od czerwca 1981 był Franciszek Pajerski, ajego asystentem Jerzy Rożdżyński. Po negocjacjach z działaczami powstałego NSZZ „Solidarność” władze klubu w 1981 zdecydowały o zatrudnieniu Stali w utworzonym w SFA „Autosan” dziale sportu 20 hokeistów, dla których uprawianie hokeja odtąd było formalnie pracą.
W edycji zreorganizowanej II ligi 1981/1982 Stal przydzielono do Grupy Południowej. Na przełomie grudnia 1981 i stycznia 1982 nastąpiła przerwa w rozgrywkach (w Polsce wprowadzono stan wojenny), podczas której Stal zagrała sparingi z Podhalem (przegrane 2:7, 6:8). Sanoczanie wygrali rywalizację w Grupie Południowej, w decydującym meczu pokonując u siebie Unię Oświęcim 4:2 dzięki dwóm golom Jana Paszkiewicza (łącznie, wobec pięciu uczestników Grupy Południowej i wycofania się w trakcie drużyny z Kędzierzyna, Stal rozegrała w sezonie tylko 14 meczów, zaś łącznie uzyskała 11 zwycięstw, w tym dwa walkowery, 1 remis i poniosła cztery porażki; mając bilans bramkowy 105:44). Następnie Stalowcy zagrali w eliminacjach do I ligi, które stanowiły dwa turnieje finałowe, rozegrane w Sanoku i w Gdańsku, zaś uzyskali w nich analogiczne rezultaty odnosząc po jednym zwycięstwie z Unią Oświęcim, po remisie z Pomorzaninem Toruń oraz dwukrotnie ulegając Stoczniowcowi Gdańsk, w tym w decydującym meczu 6:14, wskutek czego zajęli trzecie miejsce. W sezonie CLJ 1981/1982 znaczące postępy poczyniła drużyna juniorska Stali, która wygrała swoją grupę nr 3 i po raz pierwszy awansowała do turnieju finałowego w którym zajęła szóste miejsce na ośmiu uczestników.
W kolejnym sezonie II ligi 1982/1983 Stal, nadal pod wodzą trenerów Pajerskiego i Rożdżyńskiego, rywalizowała w mocniejszej od zeszłorocznej Grupie Południowej, liczącej siedmiu uczestników. Po pięciu dwumeczach awansowali nawet na 2. miejsce, jednak potem ponosili porażki i po pierwszej rundzie zajmowali piąte miejsce (w 12 meczach zdobyli 11 pkt. za 5 zwycięstw, 1 remis i 6 porażek, bramki 52:50). W drugiej rundzie zaprezentowali się lepiej, odnosząc 8 wygranych, jeden remis i trzy porażki (17 pkt.), a w ostatnim dwumeczu pokonali Legię KTH Krynica, wyprzedzając ten zespół i kończąc sezon na czwartym miejscu (łącznie 28 pkt. za 13 zwycięstw, 2 remisy i 9 porażek, bramki 114:100), nie uzyskując kwalifikacji do turniejów eliminacyjnych o I ligę. Od stycznia 1983 asystentem trener Pajerskiego był Jan Mrugała, który w połowie roku przejął obowiązki szkoleniowca wraz z Mieczysławem Ćwikłą. 6 października 1983 powstał oficjalny Klub Kibica ZKS Stal Sanok, złożony głównie z uczniów II LO w Sanoku (pierwszym prezesem KK został uczeń tej szkoły Marek Pomykała). Do sezonu II ligi 1983/1984 Stal nie przystępowała już z oczekiwaniami sukcesu wobec braków w zakresie sprzętu wzmocnień kadrowych z zewnątrz, a także odejściem kilku zawodników (zakończyli kariery W. Mrugała i S. Vogel, a zaprzestali treningów obiecujący wychowankowie Andrzej Ambicki i Marek Milczanowski; później wznowili). Wobec pięciu uczestników w Grupie Południowej rozegrano tym razem cztery rundy (w każdej 4 dwumecze); po pierwszej rundzie Stal zajmowała trzecie miejsce, po drugiej trzecie, po trzeciej drugie, po czwartej ostatecznie zajęli trzecie miejsce, przegrywając cztery decydujące spotkania z KTH (łącznie w 32 spotkaniach Stal zdobyła 41 punktów, za 20 zwycięstw, 1 remis i 11 porażek, bramki 179-126), wskutek czego nie zakwalifikowała się do turnieju finałowego, stanowiącego eliminację do I ligi.
Od października 1984 I trenerem był Mieczysław Ćwikła. Do sezonu II ligi 1984/1985 drużyna przystąpiła bez wzmocnienia kadrowego, przy kłopotach finansowo-sprzętowych oraz wobec konieczności rozgrywania meczów domowych poza Sanokiem z uwagi na modernizację Torsanu. Mimo tego Stal udanie wystartowała w tej edycji II ligi, będąc początkowo nawet liderem tabeli, aczkolwiek z czasem pojawiły się porażki, wskutek czego po pierwszej rundzie zgromadziła 14 punktów w 11 meczach (7 zwycięstw i 4 porażki; gole 91:43) i była czwarta. W styczniu 1985 z funkcji I trenera ustąpił M. Ćwikła, a jego miejsce zajął Tadeusz Glimas. W drugiej rundzie drużyna uzyskała 15 punktów w 11 meczach (7 zwycięstw, 1 remis i 3 porażki; gole 90:33), zaś łącznie w 22 meczach zdobyła 29 punktów (14 zwycięstw, 1 remis, 7 porażek; gole 187-76), zajmując czwarte miejsce i uzyskując kwalifikację do eliminacji o awans do I ligi. W trakcie rozgrywek W związku z zachowaniem kibiców Stali wobec sędziów spotkania z Legią KTH Krynica 19 stycznia 1985 władze PZHL ukarały klub karą pieniężną w wysokości 25 tys. złotych. W finałowych sześciu dwumeczach eliminacyjnych tj. 12 spotkaniach Stal uzbierała 9 punktów (za 4 zwycięstwa, 1 remis i 7 porażek, bramki 47:81) i na koniec sezonu pozostała na czwartej pozycji (łącznie uzyskała 38 punktów za 18 wygranych, 2 remisy i 14 porażek, bramki 234:157). W latach 1983–1985 kierownikiem sekcji hokejowej Stali był Józef Kornecki, który przez minionych 16 lat pełnił także funkcję kierownika drużyny. Po gruntownym przygotowaniu drużyny kierowanej przez T. Glimasa i asystenta Macieja Czapora Stal przystępowała do sezonu II ligi 1985/1986 znów z aspiracjami walki o I ligę, zostając przydzielona do Grupy Południowej, liczącej siedem zespołów. Z różnych względów pierwszy dwumecz odbył się w Sanoku dopiero 9-10 listopada 1985. W I rundzie Stalowcy w 12 meczach zdobyli 11 pkt. (4 zwycięstwa, 3 remisy i 5 porażek), a w II rundzie 16 pkt. (8 wygranych i 4 porażki), zaś łącznie uzyskali 27 pkt. w 24 meczach (12 zwycięstw, 3 remisy i 9 porażek, bramki 134:110), zajmując finalnie czwarte miejsce, nie dające awansu do eliminacji o I ligę. Drużyna juniorów Stali w rozgrywkach CLJ zajęła w edycji 1985/1986 szóste miejsce.
Do następnego sezonu II ligi 1986/1987 zespół Stali, nadal kierowany przez T. Glimasa i asystenta M. Czopora, przystąpił z narastającymi problemami sprzętowymi, zaś w wyniku kolejnej reorganizacji rozgrywek został przydzielony do Grupy I Centralnej. Rozgrywki składały się z trzech rund. Po pierwszej rundzie tj. 8 meczach Stal miała 7 pkt, po drugiej tj. 16 meczach – 11 pkt. i była czwarta, zaś po trzeciej rundzie Stal uplasowała się na trzeciej pozycji. W pierwszym etapie fazy play-off Stal wyeliminowała drużynę z innej grupy, Borutę Zgierz w meczach 2:1 (wyniki 10:5, 7:8 d., 6:3), po czym w półfinale uległa Pomorzaninowi Toruń (3:15 i 3:7), zaś w rywalizacji o trzecie miejsce w dwumeczu pokonała GKS Jastrzębie (porażka na wyjeździe 5:3 i zwycięstwo w Sanoku 7:3. W sumie w 33 meczach Stal uzyskała 27 pkt. (12 3 8, bramki 115:140). Mimo braku sukcesu drużyny seniorskiej w tym czasie w klubie panował umiarkowany optymizm w przyszłość z uwagi na wzrastający poziom dyspozycji młodych wychowanków klubu.
W trakcie przygotowań do nowego sezonu na początku września 1987 Stal brała udział w turnieju o Puchar Krakowskiego Okręgowego Związku Hokeja na Lodzie, ulegając Podhalu, Cracovii i Unii Oświęcim. W październiku 1987 doszło do zmian trenerskich w klubie: I trenera T. Glimasa zastąpił F. Pajerski z asystentem T. Garbem, a od funkcję trenera-koordynatora ds. młodzieży objął Andrzej Szczepaniec. Po kolejnej zmianie formuły rozgrywkowej sanoczanie przystąpili do gry w jednej grupie II ligi edycji 1987/1988, złożonej z 10 zespołów. Na koniec sezonu zespół zajął piąte miejsce, gromadząc w 32 meczach 37 punktów (18 zwycięstw, 1 remis i 13 porażek, bramki 155-149). W sezonie 1987/1988, po rocznej przerwie, juniorzy Stali ponownie występowali w rozgrywkach CLJ.
W maju 1988 pierwszym trenerem drużyny seniorskiej został Jerzy Rożdżyński (jego asystentem został F. Pajerski, a później grający zawodnik i zarazem kapitan Jan Ryniak) i pełnił stanowisko do stycznia 1990. Do edycji II ligi 1988/1989 drużyna przystąpiła już bez kłopotów sprzętowych i w mocno odmłodzonym składzie (karierę zakończył m.in. najskuteczniejszy strzelec w historii klubu, Jan Paszkiewicz; średnia wieku ekipy wynosiła niespełna 19,5 roku). Na początku sezonu w Sanoku gościła ponownie fińska drużyna Kotkan Kiri (w meczu towarzyskim padł wynik 7:6). W pierwszej rundzie rozgrywek Stal w 14 meczach zdobyła 8 punktów za 4 zwycięstwa i 10 porażki i zajmowała szóste miejsce (64:76), w drugiej rundzie w 14 spotkaniach uzyskali 14 punktów za 7 zwycięstw i 7 porażek (bramki 76:74), nadal zajmując piąte miejsce (w 28 meczach 22 pkt. za 11 zwycięstw i 17 porażek, bramki 140:150), natomiast w trzeciej rundzie w 14 pojedynkach wywalczyli 16 punktów za 7 zwycięstw, 2 remisy i 5 porażek (bramki 78:64), zaś w końcowej tabeli awansowali na czwarte miejsce (łącznie w 42 meczach uzyskali 38 pkt. za 18 zwycięstw, 2 remisy i 22 porażki, bilans bramkowy 218:214).
Przed sezonem II ligi 1989/1990 drużyna pod kierunkiem trenera Rożdżyńskiego i grającego asystenta J. Ryniaka (ponadto kierownikiem drużyny został Andrzej Demkowicz), ze średnią wiekową zawodników ok. 19 lat oraz z umiarkowanym optymizmem przystępowała do gry, wzmocniona kilkoma nowymi hokeistami (m.in. Sławomir Trelka, Robert Królczyk, Zenon Kurowski i 16-letni Marcin Ćwikła). Drużyna rywalizowała w rozgrywkach z sześcioma rywalami (po wycofaniu OTH Opole). Po I rundzie na początku stycznia 1990 ustąpił ze stanowiska Różdżyński, a jego miejsce zajęli F. Pajerski jako I trener i T. Garb jako asystent. Ostatecznie, przy nieukończonej rywalizacji ligowej (nie wszystkie mecze doszły do skutków główne z powodów problemów finansowych w klubach) Stał została sklasyfikowana na trzeciej pozycji. Wobec pogarszającej się sytuacji ekonomicznej w SFA „Autosan”, dotychczas formalnie zatrudnieni tamże na etacie hokeiści Stali, tuż po zakończeniu sezonu 15 lutego 1990 otrzymali wypowiedzenia umów o pracę (tego samego dnia w przejawie frustracji grupa zawodników wywoływała ekscesy w Sanoku i dokonała aktów dewastacji samochodów w mieście, po czym została zatrzymana przez milicję, zaś później sprawa odbiła się głośnym echem w regionie i zakończyła aktem oskarżenia dwóch byłych hokeistów i zarazem braci przed sądem).
Przed nowym sezonem II ligi 1990/1991 pojawiła się realna groźba nieprzystąpienia drużyny do rozgrywek, jednak ostatecznie 10 dni przed startem ligi zostało zamrożone lodowisko, a drużyna kierowana przez trenera T. Garba i grającego asystenta Cz. Radwańskiego, przystąpiła do gry po krótkotrwałych przygotowaniach, zaś sami zawodnicy i sztab szkoleniowy pozostawał w tym czasie w statusie bezrobotnych. Wobec zaistniałej trudnej sytuacji ekonomicznej, latem Torsan służył jako targowisko miejskie, zaś klub otrzymał wsparcie z Urzędu Wojewódzkiego w Krośnie, a zawodnicy otrzymali stypendia. Drużyna występowała w Grupie Południowej II ligi, mając jedynie czterech rywali, zaś po rozegraniu 12 meczów w sezonie zasadniczym zajęła drugie miejsce, wyprzedzona przez Zofiówkę Jastrzębie. W półfinale rozgrywek, stanowiących zarazem eliminacje do I ligi, Stal uległa dwukrotnie zwycięzcy Grupy Północnej, Polonii Bydgoszcz: w Sanoku 3:4, a w rewanżu na wyjeździe 3:6. Były to ostatnie spotkania ligowe pod szyldem Stali Sanok.
Wiosną 1991 doszło do uzgodnień między działaczami ZKS Stal i grupy sanockich działaczy na temat konieczności powstania nowego, osobnego i samodzielnego klubu hokejowego, po czym 30 kwietnia Walne Zebranie Sprawozdawczo-Wyborcze ZKS Stal podjęło uchwałę o przekazaniu sekcji hokejowej nowo formowanemu samodzielnemu klubowi, jako że 26 marca 1991 miało miejsce zebranie założycielskie inicjatorów założenia nowego klubu hokejowego pod nazwą Sanockie Towarzystwo Sportowe.

## Rozgrywki ligowe
| - 1960/1961 – liga okręgowa rzeszowska: 1. uznaniowo, elimin. do II ligi - 1961/1962 – liga okręgowa rzeszowska: wycofanie z rozgrywek - 1962–1965 – brak uczestnictwa w rozgrywkach - 1965/1966 – Puchar WKKFiT - 1966/1967 – liga okręgowa rzeszowska: 3. lub 4. - 1967/1968 – liga okręgowa rzeszowska - 1968/1969 – liga okręgowa rzeszowska: 3. - 1969/1970 – liga okręgowa rzeszowska: 1., elimin. do II ligi - 1970/1971 – liga okręgowa krakowska: 2., awans do II ligi - 1971/1972 – II liga: 4. w gr. jednolitej - 1972/1973 – II liga: 5. w gr. jednolitej - 1973/1974 – II liga: 5. w Gr. Południowej - 1974/1975 – II liga: 3. w Gr. Południowej, 3. w turnieju o awans do I ligi - 1975/1976 – II liga: 1. w Gr. Południowej, awans bezpośredni do I ligi |  | - 1976/1977 – I liga: 11., degradacja do II ligi - 1977/1978 – II liga: 4. w Gr. Południowej - 1978/1979 – II liga: 5. w gr. jednolitej - 1979/1980 – II liga: 6. w gr. jednolitej - 1980/1981 – II liga: 7. w gr. jednolitej - 1981/1982 – II liga: 1. w Gr. Południowej, 3. w turnieju do I ligi - 1982/1983 – II liga: 4. w Gr. Południowej - 1983/1984 – II liga: 3. w Gr. Południowej - 1984/1985 – II liga: 4. w gr. jednolitej, 4. w turnieju do I ligi - 1985/1986 – II liga: 4. w Gr. Południowej - 1986/1987 – II liga: 3. w Gr. Centralnej, 3. w turnieju do I ligi - 1987/1988 – II liga: 5. w gr. jednolitej - 1988/1989 – II liga: 4. w gr. jednolitej - 1989/1990 – II liga: 3. w gr. jednolitej - 1990/1991 – II liga: 2. w Gr. Południowej, półfinał elimin. do I ligi |

## Sukcesy i wyróżnienia
- Pierwsze miejsce w okręgu rzeszowskim: 1961, 1970
- Drugie miejsce w okręgu krakowskim: 1971
- Awans do II ligi: 1971
- Pierwsze miejsce w II lidze: 1976

## Turnieje towarzyskie
- Puchar „Autosanu” rozgrywany w latach 70. (I – 1973: GKS Katowice[372][373], II – 1974: Naprzód Janów[374][375], III – 1975: GKS Katowice[376][377], IV – 1976: GKS Katowice[378][379][380][381][382], V – 1977: –[383], VI – 1978: Naprzód Janów[384][385], VII – 1979: ZPA Preszów[386], do 1983 nie rozgrywano[387][388], VIII – 1984: Stal Sanok[389][390], 1987: ?[391])
- Puchar Przewodniczącego NSZZ Pracowników Sanockiej Fabryki Autobusów „Autosan”, rozegrany w dniach 3-5 marca 1989; uczestnicy: GKS Jastrzębie (zwycięzca), Stal Sanok, Chimik Nowopołock (ZSRR), Stravbar Vranov (Czechosłowacja)[392][393]

## Prezesi klubu
- Władysław Jasiewicz (1957–1961)
- Edward Pilszak (1965–1967)
- Jan Siwiński (1967–1968)
- Adam Kuzicki (1968–1969)
- Henryk Gralka (1969–1982)
- Zdzisław Nowak (1982–1983)
- Józef Kornecki (1983–1985)
- Grzegorz Kawczyński (1985–1991)

## Szkoleniowcy
- Józef Kurek (05.1969)
- Mieczysław Chmura (1969–10.1970)
- Andrzej Wołkowski (11.1970–1972)
- Josef Štock (09.1972–05.1974)
- Tadeusz Bujar (05.1974–1977)
- Kazimierz Bryniarski (1977–1979)
- Milan Skokan (06.1979–06.1981)
- Franciszek Pajerski (06.1981–1983)
- Jan Mrugała (1983–1984)
- Mieczysław Ćwikła (10.1984-01.1985)
- Tadeusz Glimas (01.1985–10.1987)
- Franciszek Pajerski (10.1987–1988)
- Jerzy Rożdżyński (06.1988–01.1990)
- Franciszek Pajerski (1990)

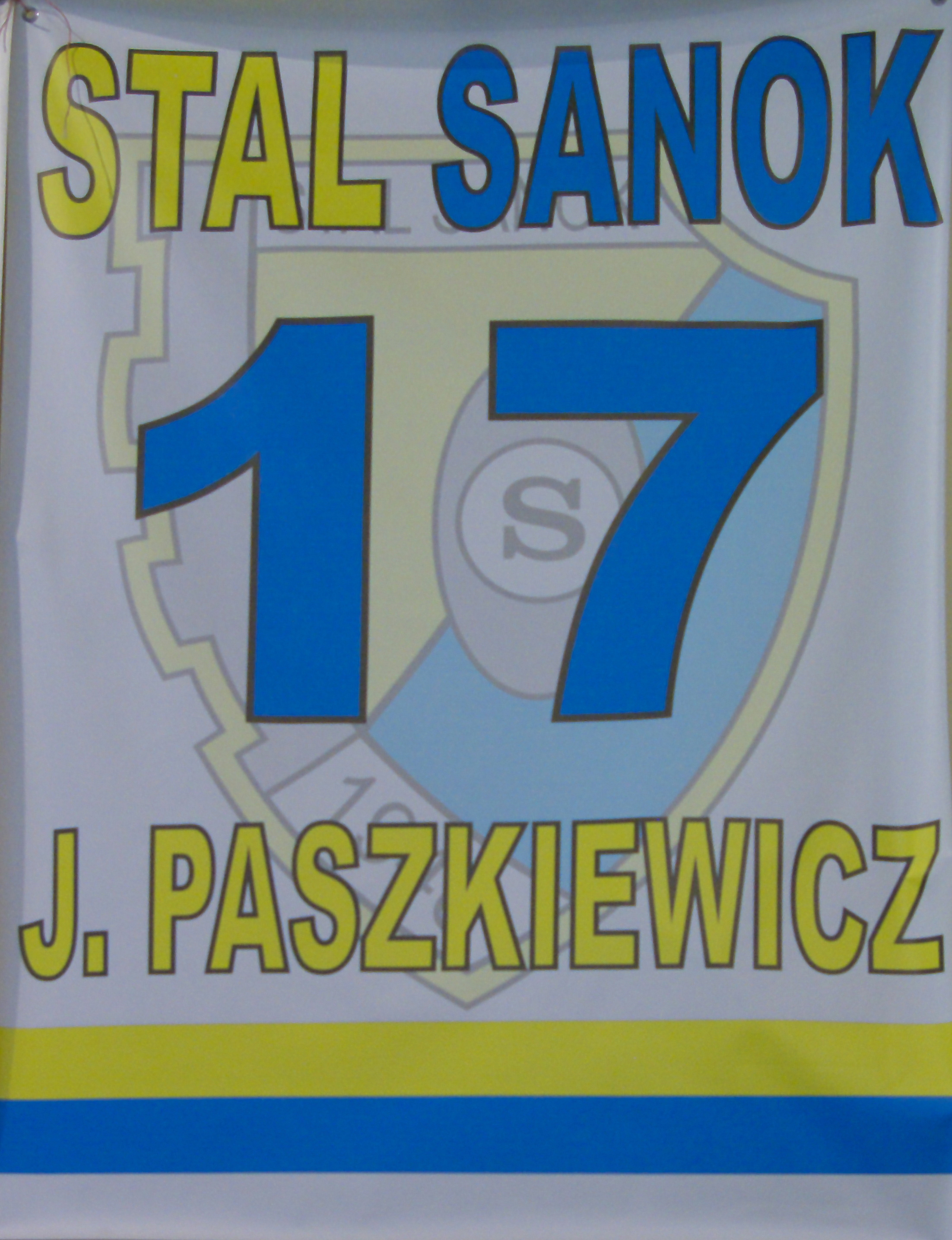
Zastrzeżony numer Jana Paszkiewicza w barwach Stali Sanok, umieszczony w hali Arena Sanok (2013)

- Tadeusz Garb (1990)

## Kultura masowa
- Po utworzeniu w 1972 obszernego powierzchniowo powiatu bieszczadzkiego popularność w Sanoku zyskał żart mówiący o konieczności przenosin lodowiska Torsan do stolicy nowo utworzonej jednostki samorządowej w Lesku[99].
- Podczas zgrupowania przygotowawczego w Gdańsku latem 1977 hokeiści Stali zostali zaangażowani jako statyści przy realizowaniu zdjęć do filmu pt. Próba ognia i wody[394].
- Podczas finału VII konkursu-plebiscytu na najpopularniejszego sportowca Sanoka za rok 1983, który odbył się 28 lutego 1979 w Sanockim Domu Kultury, zespół artystyczny „Autosan” zaprezentował piosenkę odnoszącą się do dwóch czołowych klubów sportowych w mieście, której słowa brzmiały[395]:

Oby wam się, oby wam się, oby wam się dobrze działo!
Oby wam się, oby wam się, oby wam się dobrze zwyciężało!
Niech Stal Sanok z Sanoczanką idą w górę ramię w ramię!
Tego życzą wam i sobie tu obecni sanoczanie!